# Danh sách đơn vị hành chính Trung Quốc tiếp giáp với Việt Nam
Trung Quốc có hai tỉnh và khu tự trị tiếp giáp với Việt Nam, đó là Vân Nam và Quảng Tây.
- Vân Nam: có ba địa khu (địa cấp thị và châu tự trị) tiếp giáp với Việt Nam

Phổ Nhĩ: có một huyện tiếp giáp với Việt Nam
Huyện tự trị dân tộc Di, Cáp Nê Giang Thành
Hồng Hà: có bốn huyện tiếp giáp với Việt Nam
Lục Xuân
Kim Bình
Bình Biên
Hà Khẩu
Văn Sơn: có ba huyện tiếp giáp với Việt Nam
Mã Quan
Ma Lật Pha
Phú Ninh
- Quảng Tây: có ba địa cấp thị tiếp giáp với Việt Nam

Bách Sắc: có hai huyện tiếp giáp với Việt Nam
Na Pha
Tĩnh Tây
Sùng Tả: có ba huyện tiếp giáp với Việt Nam
Đại Tân
Long Châu
Ninh Minh
Phòng Thành Cảng: có hai huyện cấp thị và quận nội thành tiếp giáp với Việt nam
Phòng Thành
Đông Hưng